# Polígono de Pruebas y de Entrenamiento de Nevada
El Campo de Pruebas en animales y de Entrenamiento de Nevada (del inglés Nevada Test and Training Range (NTTR)) es una instalación de entrenamiento de la Fuerza Aérea de Estados Unidos ubicada al sur del desierto de Nevada, en Estados Unidos. Es la más grande de su tipo, con unos 12.139 km² y está operado por el Escuadrón 98 del Centro de Guerra de la Fuerza Aérea o USAF Warfare Center's 98th Range Wing. El Campo de Pruebas y de Entrenamiento de Nevada se le dio un nuevo nombre en 2001, y pasó a llamarse como Nellis Air Force Range (NAFR), en castellano Polígono de la Fuerza Aérea de Nellis.
El Campo de Pruebas y de Entrenamiento de Nevada limita con el Emplazamiento de Experimentos de Nevada del Departamento de Energía; estos dos complejos controlan la mayor parte de las tierras en el sur de Nevada. El Polígono de Experimentos y de Entrenamiento de Nevada está operado por la Base de la Fuerza Aérea de Nellis cerca de Las Vegas. El terreno está delimitado por el polígono y se caracteriza por numerosas y pequeñas cordilleras montañosas, incluyendo pequeños lagos y cuencas endorreicas. Uno de ellos es Groom Lake (que se encuentra cerca de la frontera al noroeste del Campo de Experimentos y de Entrenamiento de Nevada) según se dice, es una instalación de Experimentos secreta de la Fuerza Aérea, conocida popularmente como Área 51.
Al menos una vez al año el Campo de Experimentos y de Entrenamiento de Nevada acoge a los Red Flag, una combinación de ejercicios de guerra por aire simulados de la OTAN.